# Supercopa de Francia
La Supercopa de Francia, conocida como Trofeo de Campeones (en francés Trophée des Champions) es una competencia de fútbol organizada por la Federación Francesa de Fútbol y la Ligue de Football Professionnel, en la que se enfrentan el campeón de la Ligue 1 y el ganador de la Copa de Francia. Este torneo es el equivalente a la Supercopa Nacional de Fútbol que existe en la mayoría de los países europeos.
Disputado anualmente desde 1995, supone el inicio de las competencias futbolísticas en ese país. La particularidad del torneo es que se juega en países donde se habla el idioma francés o en departamentos de ultramar, aunque también se han jugado en países como Estados Unidos y China.

## Formato
Desde 2009, la Supercopa de Francia juega en el extranjero, con árbitros locales.
En caso de que un club logre ganar la Ligue 1 y la Coupe de France, el club que termine la temporada anterior de la Ligue 1 en segundo lugar, podrá disputar la Supercopa contra este club. Esto ya se ha dado en las ediciones de 2011, 2015, 2016 y 2018.
Únicamente los clubes con estatus profesional pueden jugar la copa. Sin embargo, las regulaciones no prevén qué hacer en caso de que un club aficionado gane la Coupe de France. 
Con respecto a las reglas, desde 1995, en caso de empate después del tiempo reglamentario, los dos equipos definiral el título vía tiros desde el punto penal.

## Historial
| Temporada               | Campeón                 | Resultado               | Finalista               | Sede de la final                            |
| Challenge des champions | Challenge des champions | Challenge des champions | Challenge des champions | Challenge des champions                     |
| ----------------------- | ----------------------- | ----------------------- | ----------------------- | ------------------------------------------- |
| 1955                    | Stade Reims             | 7 – 1                   | Lille OSC               | Stade Vélodrome, Marseille                  |
| 1956                    | CS Sedan                | 1 – 0                   | OGC Niza                | Parc des Princes, París                     |
| 1957                    | AS Saint-Étienne        | 2 – 1                   | Toulouse FC             | Stade de Toulouse, Toulouse                 |
| 1958                    | Stade Reims             | 2 – 1                   | Nîmes Olympique         | Stade Vélodrome, Marseille                  |
| 1959                    | Havre Athletic          | 2 – 0                   | OGC Niza                | Parc des Princes, París                     |
| 1960                    | Stade Reims             | 6 – 2                   | AS Mónaco               | Stade Marcel Saupin, Nantes                 |
| 1961                    | AS Mónaco               | 1 – 1                   | CS Sedan                | Stade Vélodrome, Marseille                  |
| 1962                    | AS Saint-Étienne        | 4 – 2                   | Stade Reims             | Stade Municipal de Beaublanc, Limoges       |
| 1965                    | FC Nantes               | 3 – 2                   | Stade Rennais           | Stade du Moustoir, Lorient                  |
| 1966                    | Stade Reims             | 2 – 0                   | FC Nantes               | Stade Marcel Saupin, Nantes                 |
| 1967                    | AS Saint-Étienne        | 3 – 0                   | Olympique de Lyon       | Stade Geoffroy-Guichard, Saint-Étienne      |
| 1968                    | AS Saint-Étienne        | 5 – 3                   | Girondins de Bordeaux   | Stade Richter, Montpellier                  |
| 1969                    | AS Saint-Étienne        | 3 – 2                   | Olympique de Marsella   | Parc des Princes, París                     |
| 1970                    | OGC Niza                | 2 – 0                   | AS Saint-Étienne        | Stade du Ray, Niza                          |
| 1971                    | Stade Rennais           | 2 – 2                   | Olympique de Marsella   | Stade de l'Armoricaine, Brest               |
| 1972                    | SC Bastia               | 5 – 2                   | Olympique de Marsella   | Stade de Bon Rencontre, Toulon              |
| 1973                    | Olympique de Lyon       | 2 – 0                   | FC Nantes               | Stade de l'Armoricaine, Brest               |
| 1985                    | AS Mónaco               | 1 – 1 (5–4 pen.)        | Girondins de Bordeaux   | Parc Lescure, Bordeaux                      |
| 1986                    | Girondins de Bordeaux   | 1 – 0                   | Paris Saint-Germain     | Stade Guadeloupe, Les Abymes, Guadeloupe    |
| Trophée des Champions   |                         |                         |                         |                                             |
| 1995                    | Paris Saint-Germain     | 2 – 2 (6–5 pen.)        | FC Nantes               | Stade Francis-Le Blé, Brest                 |
| 1996                    | No disputada N2         | No disputada N2         | No disputada N2         | No disputada N2                             |
| 1997                    | AS Mónaco               | 5 – 2                   | OGC Niza                | Stade de la Méditerranée, Béziers           |
| 1998                    | Paris Saint-Germain     | 1 – 0                   | Racing Lens             | Stade de la Vallée du Cher, Tours           |
| 1999                    | FC Nantes               | 1 – 0                   | Girondins de Bordeaux   | Stade de la Licorne, Amiens                 |
| 2000                    | AS Mónaco               | 0 – 0 (6–5 pen.)        | FC Nantes               | Stade Auguste Bonal, Sochaux                |
| 2001                    | FC Nantes               | 4 – 1                   | Racing Estrasburgo      | Stade de la Meinau, Strasbourg              |
| 2002                    | Olympique de Lyon       | 5 – 1                   | FC Lorient              | Stade Pierre-de-Coubertin, Cannes           |
| 2003                    | Olympique de Lyon       | 2 – 1                   | AJ Auxerre              | Stade de Gerland, Lyon                      |
| 2004                    | Olympique de Lyon       | 1 – 1 (7–6 pen.)        | Paris Saint-Germain     | Stade Pierre-de-Coubertin, Cannes           |
| 2005                    | Olympique de Lyon       | 4 – 1                   | AJ Auxerre              | Stade de l'Abbé-Deschamps, Auxerre          |
| 2006                    | Olympique de Lyon       | 1 – 1 (5–4 pen.)        | Paris Saint-Germain     | Stade de Gerland, Lyon                      |
| 2007                    | Olympique de Lyon       | 2 – 1                   | FC Sochaux              | Stade de Gerland, Lyon                      |
| 2008                    | Girondins de Bordeaux   | 0 – 0 (5–4 pen.)        | Olympique de Lyon       | Stade Chaban-Delmas, Bordeaux               |
| 2009                    | Girondins de Bordeaux   | 2 – 0                   | EA Guingamp             | Estadio Olímpico, Montreal (Canadá)         |
| 2010                    | Olympique de Marsella   | 0 – 0 (5–4 pen.)        | Paris Saint-Germain     | Estadio Olímpico, Radès (Túnez)             |
| 2011                    | Olympique de Marsella   | 5 – 4                   | Lille OSC               | Estadio de Tánger, Tánger (Marruecos)       |
| 2012                    | Olympique de Lyon       | 2 – 2 (4–2 pen.)        | Montpellier Hérault SC  | Red Bull Arena, Nueva York (Estados Unidos) |
| 2013                    | Paris Saint-Germain     | 2 – 1                   | Girondins de Bordeaux   | Stade d'Angondjé, Libreville (Gabón)        |
| 2014                    | Paris Saint-Germain     | 2 – 0                   | EA Guingamp             | Estadio Nacional, Pekín (China)             |
| 2015                    | Paris Saint-Germain     | 2 – 0                   | Olympique de Lyon       | Estadio Saputo, Montreal (Canadá)           |
| 2016                    | Paris Saint-Germain     | 4 – 1                   | Olympique de Lyon       | Wörthersee Stadion, Klagenfurt (Austria)    |
| 2017                    | Paris Saint-Germain     | 2 – 1                   | AS Mónaco               | Estadio de Tánger, Tánger (Marruecos)       |
| 2018                    | Paris Saint-Germain     | 4 – 0                   | AS Mónaco               | Estadio Shenzhen, Shenzhen (China)          |
| 2019                    | Paris Saint-Germain     | 2 – 1                   | Stade Rennais           | Estadio Shenzhen, Shenzhen (China)          |
| 2020                    | Paris Saint-Germain     | 2 – 1                   | Olympique de Marsella   | Stade Bollaert-Delelis, Lens                |
| 2021                    | Lille OSC               | 1 – 0                   | Paris Saint-Germain     | Estadio de Bloomfield, Tel Aviv (Israel)    |
| 2022                    | Paris Saint-Germain     | 4 – 0                   | FC Nantes               | Estadio de Bloomfield, Tel Aviv (Israel)    |
| 2023                    | Paris Saint-Germain     | 2 – 0                   | Toulouse FC             | Parc des Princes, París                     |
| 2024                    | Paris Saint-Germain     | 1 – 0                   | AS Mónaco               | Estadio 974, Doha (Catar)                   |

N.1: Entre 1949 y 1973, luego en 1985 y 1986 se conoció este torneo como la Challenge des champions. 
N.2: La edición de 1996 no se pudo disputar por culpa de una nevada y dificultades de calendario entre los clubes de AJ Auxerre y el FC Metz.

## Títulos por club
| Club                        | Campeón | Subcampeón | Años campeón                                                                 |
| --------------------------- | ------- | ---------- | ---------------------------------------------------------------------------- |
| Paris Saint-Germain F. C.   | 13      | 5          | 1995, 1998, 2013, 2014, 2015, 2016, 2017, 2018, 2019, 2020, 2022, 2023, 2024 |
| Olympique de Lyon           | 8       | 4          | 1973, 2002, 2003, 2004, 2005, 2006, 2007, 2012                               |
| A. S. Saint-Étienne         | 5       | 1          | 1957, 1962, 1967, 1968, 1969                                                 |
| A. S. Mónaco F. C.          | 4       | 4          | 1961, 1985, 1997, 2000                                                       |
| Stade de Reims              | 4       | 1          | 1955, 1958, 1960, 1966                                                       |
| Olympique de Marsella       | 3       | 4          | 1971*, 2010, 2011                                                            |
| F. C. Girondins de Bordeaux | 3       | 4          | 1986, 2008, 2009                                                             |
| F. C. Nantes                | 3       | 4          | 1965, 1999, 2001                                                             |
| O. G. C. Niza               | 1       | 3          | 1970                                                                         |
| Lille O. S. C.              | 1       | 2          | 2021                                                                         |
| C. S. Sedan Ardennes        | 1       | 1          | 1956                                                                         |
| Stade Rennais               | 1       | 1          | 1971*                                                                        |
| Havre Athletic              | 1       | -          | 1959                                                                         |
| S. C. Bastia                | 1       | -          | 1972                                                                         |
| A. J. Auxerre               | –       | 2          | -----                                                                        |
| Toulouse F. C.              | –       | 2          | -----                                                                        |
| Racing Club de France       | –       | 1          | -----                                                                        |
| Nîmes Olympique             | –       | 1          | -----                                                                        |
| R. C. Lens                  | –       | 1          | -----                                                                        |
| R. C. Estrasburgo           | –       | 1          | -----                                                                        |
| F. C. Lorient               | –       | 1          | -----                                                                        |
| F. C. Sochaux-Montbéliard   | –       | 1          | -----                                                                        |
| E. A. Guingamp              | –       | 1          | -----                                                                        |
| Montpellier Hérault S. C.   | –       | 1          | -----                                                                        |

### Tabla histórica de puntos
Actualizado a la edición 2024.
| Pos. | Equipo                      | PJ | PG | PE | PP | GF | GC | Dif. | Puntos | Títulos |
| ---- | --------------------------- | -- | -- | -- | -- | -- | -- | ---- | ------ | ------- |
| 1.°  | Paris Saint-Germain F. C.   | 17 | 12 | 4  | 1  | 32 | 10 | +22  | 40     | 13      |
| 2.°  | Olympique de Lyon           | 12 | 5  | 4  | 3  | 20 | 17 | +3   | 19     | 8       |
| 3.°  | Stade de Reims              | 6  | 5  | 0  | 1  | 23 | 11 | +12  | 15     | 5       |
| 4.°  | A. S. Saint-Étienne         | 6  | 5  | 0  | 1  | 17 | 10 | +7   | 15     | 5       |
| 5.°  | F. C. Nantes                | 8  | 3  | 2  | 3  | 10 | 13 | -3   | 11     | 3       |
| 6.°  | F. C. Girondins de Bordeaux | 7  | 2  | 2  | 3  | 8  | 9  | -1   | 8      | 3       |
| 7.°  | A. S. Mónaco F. C.          | 8  | 1  | 3  | 4  | 10 | 17 | -7   | 6      | 4       |
| 8.°  | Olympique de Marsella       | 6  | 1  | 2  | 3  | 12 | 16 | -2   | 5      | 3       |
| 9.°  | C. S. Sedan                 | 2  | 1  | 1  | 0  | 2  | 1  | +1   | 4      | 1       |
| 10.° | S. C. Bastia                | 1  | 1  | 0  | 0  | 5  | 2  | +3   | 3      | 1       |
| 11.° | Le Havre Athletic           | 1  | 1  | 0  | 0  | 2  | 0  | +2   | 3      | 1       |
| 12.° | O. G. C. Niza               | 4  | 1  | 0  | 3  | 4  | 8  | -4   | 3      | 1       |
| 13.° | Lille O. S. C.              | 3  | 1  | 0  | 2  | 6  | 12 | -6   | 3      | 1       |
| 14.° | Stade Rennais               | 3  | 0  | 1  | 2  | 5  | 7  | -2   | 1      | 1       |
| 15.° | Montpellier Hérault S. C.   | 1  | 0  | 1  | 0  | 2  | 2  | 0    | 1      | –       |
| 16.° | Racing Club de France       | 1  | 0  | 0  | 1  | 3  | 4  | -1   | 0      | –       |
| 17.° | Nîmes Olympique             | 1  | 0  | 0  | 1  | 1  | 2  | -1   | 0      | –       |
| 18.° | Toulouse F. C.              | 2  | 0  | 0  | 2  | 1  | 4  | -3   | 0      | –       |
| 19.° | F. C. Sochaux-Montbéliard   | 1  | 0  | 0  | 1  | 1  | 2  | -1   | 0      | –       |
| 20.° | R. C. Lens                  | 1  | 0  | 0  | 1  | 0  | 1  | -1   | 0      | –       |
| 21.° | R. C. Estrasburgo           | 1  | 0  | 0  | 1  | 1  | 4  | -3   | 0      | –       |
| 22.° | E. A. Guingamp              | 2  | 0  | 0  | 2  | 0  | 4  | -4   | 0      | –       |
| 23.° | A. J. Auxerre               | 2  | 0  | 0  | 2  | 2  | 6  | -4   | 0      | –       |
| 24.° | F. C. Lorient               | 1  | 0  | 0  | 1  | 1  | 5  | -4   | 0      | –       |